# Дівоча академія футболу УАФ
Дівоча академія футболу УАФ — українська позаклубна, національна футбольна школа для дівчат у місті Київ.   

## Історія
Академія заснована у 2019 році за ініціативи Відділу жіночого футболу УАФ [Архівовано 14 жовтня 2020 у Wayback Machine.] та Всеукраїнської асоціації жіночого футболу. [Архівовано 14 жовтня 2020 у Wayback Machine.] Перший набір відбувся в 2019 році для дівчат 2008-2009 років народження. Команда бере участь у щорічних Всеукраїнських змаганнях і фестивалях з дівочого футболу. З часу заснування Академії тренування проходять під керівництвом головного тренера Паламарчука Валерія Віталійовича. 

## Діяльність
Футбольна академія здійснює спортивну підготовку та організацію дозвілля дітей з метою підтримки розвитку жіночого футболу в Україні. 
Академія має сучасну матеріально-технічну базу на території Навчально-тренувального комплексу Федерації футболу України імені В. М. Баннікова.
Навчання і тренування здійснюють тренери, які мають ігровий та тренерський досвід у професійних футбольних клубах. 

## Тренерський склад
Начальник відділу жіночого футболу Української асоціації футболу - Шепеленко Іван Степанович - заслужений тренер України з футболу, заслужений працівник фізичної культури і спорту України. 
Головний тренер - Паламарчук Валерій Віталійович - радянський і український футболіст, воротар, тренер Національної жіночої збірної України з футболу WU19 (дівчата до 19 років). 
Тренер з фітнесу - Демченко Анастасія Василівна.

## Фото команди

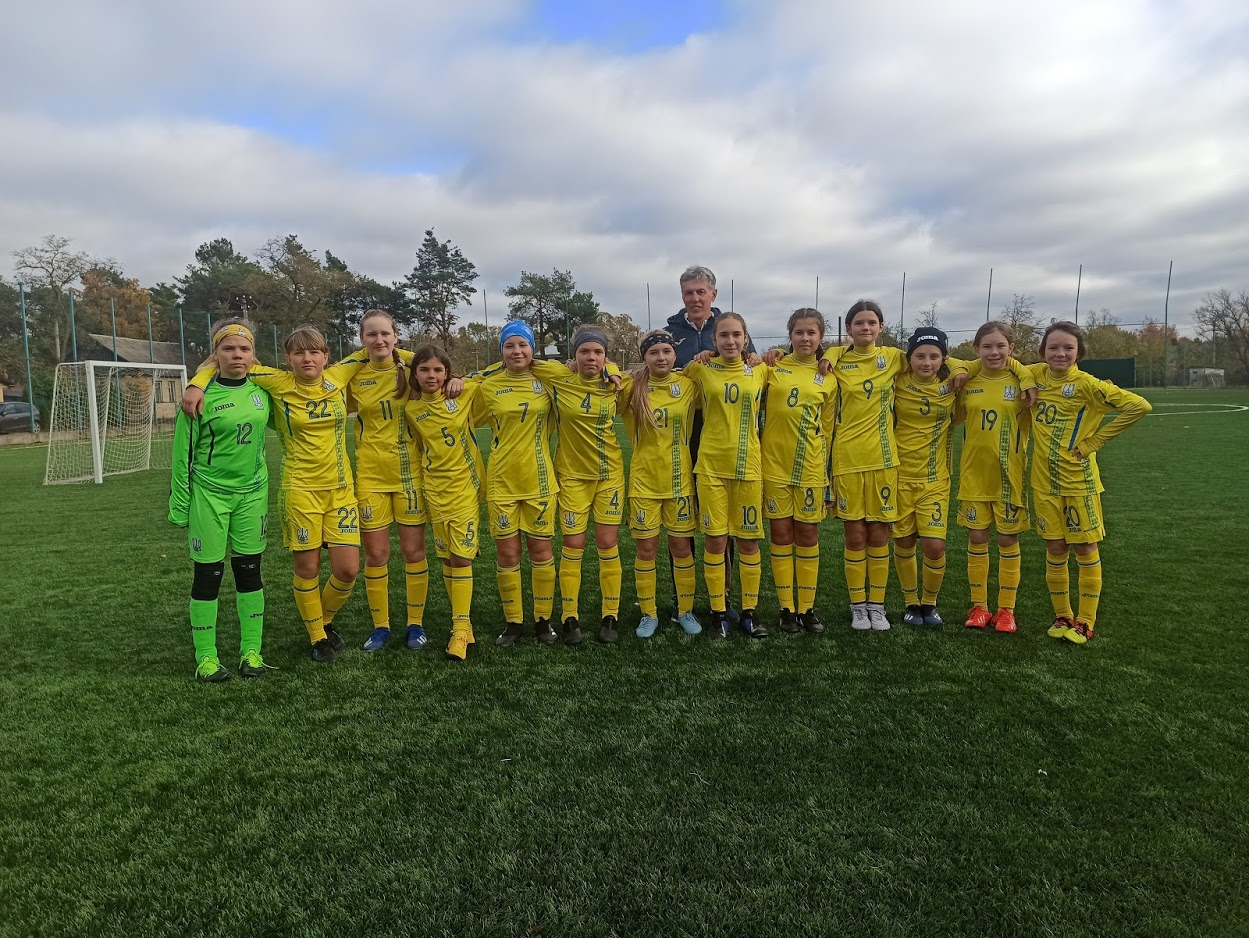
Дівоча команда Академії УАФ перед матчем 2020 рік

## Клубні кольори
| Жовтий | Синій |

## Статистика офіційних виступів
| Сезон | Турнір                                | Місце |
| ----- | ------------------------------------- | ----- |
| 2019  | Women's CUP U-10                      | з 6   |
| 2019  | Winter cup «ДЮСШ 26»                  | з 6   |
| 2021  | Відкритий чемпіонат Київської області | з 5   |